# KSLカップ
KSLカップ（The KSL Cup）（けいえすえるかっぷ）は、毎年10月から12月にかけて開催され、関西社会人サッカー連盟が主催するサッカー大会である。

## 大会形式
関西サッカーリーグ1部・2部に所属する全16チームを4チーム×4グループに分け、各グループで総当たり方式の予選ラウンドを行い、各グループ上位2クラブの合計8クラブが決勝ラウンドに進出。以後、決勝戦まではトーナメント方式で行う。また、決勝戦と同日に、準決勝敗退クラブ同士による3位決定戦も行われる。組み合わせによっては1部所属チームと2部所属チームの対戦カードが実現するなど、リーグ戦とはまた違った楽しみ方がある大会となっている。上位3チームには、リーグから強化費（優勝…30万円、準優勝…20万円、3位…10万円）が支給される。
コロナ禍により2020年から2022年までは開催を中止、2023年に再開され、同年から関西クラブユースサッカー連盟所属チーム（Jクラブユースチーム、タウンクラブユースチーム）に出場枠を拡げ、全20チームでの開催となり、関西リーグ1部・2部に所属する全16チームを4チーム×4グループに分け、各グループで総当たり方式の予選ラウンドを行い、グループステージ1位チームと2位チームの最上位成績の2チームの6チームと関西クラブユースサッカー連盟推薦2チームがファイナルステージに進出し、計8チームによるトーナメント方式での実施となり、3位決定戦も行われる。なお同年は、ミライト・ワングループの株式会社アストエンジが冠スポンサーとなり「The KSL アストエンジCup」として開催された。
2013年から優勝クラブは、関西サッカーリーグ1部優勝クラブとの間でThe KSL Island Shield of Awajiを行っていたが、2017年以降は他大会（主に天皇杯の各都道府県予選）とのスケジュール調整の都合上開催されていない。

## 結果
| 回 | 開催年 |                      | 決勝戦           | 決勝戦               | 決勝戦               |                   | 3位決定戦              | 3位決定戦 | 3位決定戦              |
| 回 | 開催年 | 優勝                 | 結果             | 準優勝               | 3位                  | 結果              | 4位                    |           |                        |
| -- | ------ | -------------------- | ---------------- | -------------------- | -------------------- | ----------------- | ---------------------- | --------- | ---------------------- |
| 1  | 2007年 |                      | 阪南大クラブ     | 5 - 0                | 三洋電機洲本         |                   | FC Mi-O びわこ Kusatsu | 5 - 1     | 京都紫光サッカークラブ |
| 2  | 2008年 | FC京都BAMB1993       | 1 - 0            | バンディオンセ加古川 | 滋賀FC               | 3 - 1             | 神戸FC1970             |           |                        |
| 3  | 2009年 | AS.Laranja Kyoto     | 0 - 0 (PK 6 - 5) | アイン食品           | 阪南大クラブ         | 2 - 2 (PK 9 - 8)  | 三洋電機洲本           |           |                        |
| 4  | 2010年 | バンディオンセ加古川 | 3 - 2            | ディアブロッサ高田FC | アイン食品           | 2 - 0             | アミティエSC           |           |                        |
| 5  | 2011年 | アイン食品           | 1 - 0            | アミティエSC         | 阪南大クラブ         | 2 - 2 (PK 3 - 1)  | 奈良クラブ             |           |                        |
| 6  | 2012年 | 奈良クラブ           | 7 - 1            | レイジェンド滋賀FC   | BIWAKO S.C. HIRA     | 1 - 0             | 阪南大クラブ           |           |                        |
| 7  | 2013年 | 阪南大クラブ         | 2 - 1            | 奈良クラブ           | アルテリーヴォ和歌山 | 2 - 0             | アミティエSC           |           |                        |
| 8  | 2014年 | 奈良クラブ           | 1 - 0            | バンディオンセ加古川 | FC大阪               | 4 - 3             | レイジェンド滋賀FC     |           |                        |
| 9  | 2015年 | 関大FC2008           | 2 - 1            | AS.Laranja Kyoto     | 阪南大クラブ         | 3 - 2             | バンディオンセ加古川   |           |                        |
| 10 | 2016年 | 阪南大クラブ         | 1 - 1 (PK 4 - 3) | AS.Laranja Kyoto     | レイジェンド滋賀FC   | 0 - 0 (PK 5 - 4)v | アイン食品             |           |                        |
| 11 | 2017年 | アミティエ京都SC     | 3 - 1            | 阪南大クラブ         | 関大FC2008           | 0 - 0 (PK 9 - 8)  | AS.Laranja Kyoto       |           |                        |
| 12 | 2018年 | 京都紫光クラブ       | 0 - 0 (PK 5 - 4) | おこしやす京都AC     | バンディオンセ加古川 | 3 - 0             | FC EASY02              |           |                        |
| 13 | 2019年 | おこしやす京都AC     | 2 - 1            | アルテリーヴォ和歌山 | ポルベニル飛鳥       | 2 - 1             | 阪南大クラブ           |           |                        |
| 14 | 2023年 | 関大FC2008           | 2 - 2 (PK 5 - 4) | Cento Cuore HARIMA   | レイジェンド滋賀FC   | 2 - 1             | おこしやす京都AC       |           |                        |
| 15 | 2024年 | 飛鳥FC               | 1 - 0            | 関大FC2008           | アルテリーヴォ和歌山 | 2 - 1             | FC.AWJ                 |           |                        |

- 出典

第1回 (2007年)、第2回 (2008年)、第3回 (2009年)、第4回 (2010年)、第5回 (2011年)
第6回 (2012年)、第7回 (2013年)、第8回 (2014年)、第9回 (2015年)、第10回 (2016年)
第11回 (2017年)、第12回 (2018年)、第13回 (2019年)、第14回 (2023年)、第15回 (2024年)